# Jan Jałocha
Jan Jałocha (Golkowice, 1957. július 18. –) világbajnoki bronzérmes lengyel labdarúgó, középpályás.

## Pályafutása

### Klubcsapatban
1974 és 1986 között a Wisła Kraków labdarúgója volt, ahol egy bajnoki címet szerzett a csapattal. 1986-tól az NSZK-ban játszott. 1986 és 1988 között az FC Augsburg, 1988 és 1990 között az SpVgg Bayreuth, 1990 és 1995 között a azEintracht Trier 05, 1996–97-ben a VfL Trier 1912 játékosa volt. 2002 és 2007 között a Trier 1912 és az SV Krettnach együttesében még többször pályára lépett.

### A válogatottban
1981 és 1985 között 28 alkalommal szerepelt a lengyel válogatottban és egy gólt szerzett. Az 1982-es spanyolországi világbajnokságon bronzérmet szerzett ez együttessel.

## Sikerei, díjai
Lengyelország
- Világbajnokság
  - bronzérmes: 1982, Spanyolország

 Wisła Kraków
- Lengyel bajnokság
  - bajnok: 1977–78